# Dominic Kinnear
Dominic Kinnear (Glasgow, 26 de julho de 1967) é um treinador ex-futebolista profissional estadunidense que atuava como defensor.

## Carreira
Dominic Kinnear se profissionalizou no 	St Johnstone.

## Seleção
Dominic Kinnear integrou a Seleção Estadunidense de Futebol na Copa Rei Fahd de 1992, na Arábia Saudita.

## Títulos
Estados Unidos
- Copa Rei Fahd de 1992: 3.º Lugar